# Heinrich Steinweg
 Heinrich Engelhard Steinweg  (17 de febrer de 1797, Wolfshagen im Harz, Alemanya - 7 de febrer de 1871, Nova York, Estats Units), conegut com a  Heinrich Steinweg ,  Henry E. Steinway  o  Henry Steinway , va ser un fabricant de pianos alemany i fundador de la companyia Steinway & Sons.
Heinrich Engelhard Steinweg va néixer el 17 de febrer de 1797 a Wolfshagen im Harz (Alemanya). Va tenir una infància dura perquè quan tenia 15 anys els seus pares i germans ja havien mort per malaltia o per alguna tragèdia. Amb aquesta edat va començar a treballar com fuster i més tard es va convertir en aprenent de constructor d'orgues a la ciutat de Goslar. Es va convertir en intèrpret d'orgue a l'església, però a causa de les fortes normes de la classe obrera va començar la construcció d'instruments ocult en la cuina de casa seva.
Va lluitar en la batalla de Waterloo (1815). el 1835 va obrir el seu negoci de pianos a Braunschweig i va fabricar el primer piano rectangular, que va presentar la seva nòvia Juliane el dia del seu casament. el 1836 fabricar el seu primer piano de cua a la cuina de casa seva a la ciutat de Seesen. Aquest piano va ser cridat més tard el "piano cuina" i ara s'exhibeix al Museu Metropolità d'Art.
A causa de l'inestable clima polític a Alemanya, Steinweg va decidir abandonar el país i va emigrar de Braunschweig a la ciutat de Nova York el 1851 amb quatre dels seus fills, però abans d'anar-hi va cedir l'empresa al seu fill, Theodor Steinweg. Una vegada a Nova York, va anglicanitzar el seu nom a Henry E. Steinway, i ell i els seus fills van treballar per a altres empreses de piano fins que van poder establir la seva pròpia companyia sota el nom de Steinway & Sons el 1853. L'empresa es va expandir amb les invencions que havien desenvolupat.
Steinway va morir a Nova York el 7 de febrer de 1871, als 74 anys.